# آرتور کاپر
آرتور کاپر (به انگلیسی: Arthur Capper) سناتور سابق عضو حزب جمهوری‌خواه ایالات متحده آمریکا بود. وی در سال ۱۹۱۹ تا ۱۹۴۹ میلادی سناتور ایالت کانزاس در سنای ایالات متحده آمریکا بود.